# Edson Puch
Edson Puch, född 9 april 1986, är en chilensk fotbollsspelare som spelar för CF Pachuca i Mexiko. Puch började spela för Deportes Iquique men gjorde sitt första A-lagsframträdande med Huachipato (2005).